# Marcelo Tubert
Marcelo Tubert (* Februar 1952 in Córdoba) ist ein argentinisch-amerikanischer Schauspieler, der auch als Kameramann arbeitet.

## Leben
Seit 1983 war er in mehr als 130 Film- und Fernsehproduktionen zu sehen, hauptsächlich in kleineren Nebenrollen. Seit den 1990er Jahren ist er auch im Bereich sogenannter ADR loop group tätig.

## Filmografie (Auswahl)
- 1983: Hart aber herzlich (Hart to Hart, Fernsehserie, Folge Schatzsuche im Dschungel)
- 1984: Overnight Sensation (Kurzfilm)
- 1994: Vampire in Brooklyn
- 1995: Leprechaun 3 – Tödliches Spiel in Las Vegas (Leprechaun 3)
- 1996: Tremors 2 – Die Rückkehr der Raketenwürmer (Tremors II – Aftershocks)
- 1996: 101 Dalmatiner (101 Dalmatians)
- 1997: George B.
- 1999: Dish Dogs
- 2000: Under Suspicion – Mörderisches Spiel (Under Suspicion)
- 2000: The Way of the Gun
- 2005: Miss Undercover 2 – Fabelhaft und bewaffnet (Miss Congeniality 2: Armed and Fabulous)
- 2012: Alex Cross